# Georges Oltramare

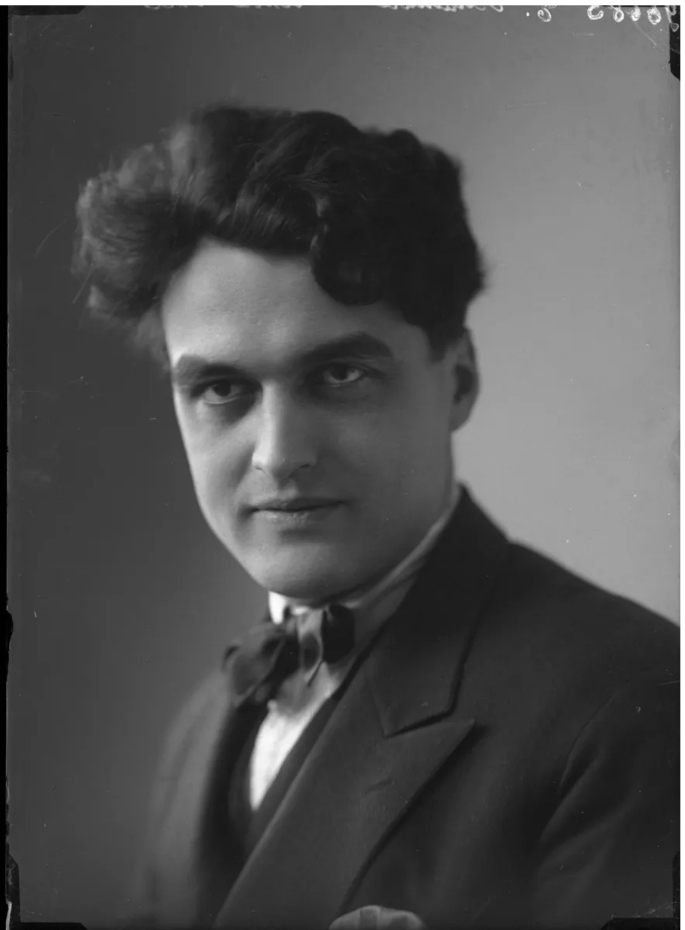
Georges Oltramare (1923)

Georges Oltramare (genannt Géo Oltramare; * 17. April 1896 in Genf; † 16. August 1960 ebenda) war ein Schweizer Politiker der rechtsextremen Union nationale, Journalist und Nazi-Kollaborateur.

## Leben
Georges Oltramare betrieb Jura-Studien in Genf, war als Steuereinnehmer in Bukarest, als Journalist und im Pressedienst des Völkerbundes tätig. Er schrieb für die Genfer Zeitung La Suisse und war von 1923 bis zu ihrem Verbot 1940 Herausgeber der zweiwöchentlichen Satirezeitschrift Le Pilori. Im Jahr 1927 erhielt er für seinen Roman Don Juan ou la solitude den Welti-Preis von 3000 Franken. 1930 gründete er die faschistische Partei Ordre Politique National, diese fusionierte 1932 mit der etwas grösseren und weniger rechts positionierten 1924 gegründeten Union de défense économique zur Union nationale. Ihre Agitation war antisemitisch und antimarxistisch. Das erklärte Ziel war ein autoritäres und korporatistisches System. Mit Grauhemden und Baskenmützen wurde durch Genf paradiert. Eine von ihm organisierte Veranstaltung führte zu den tödlichen Unruhen von Genf 1932. Von 1933 bis 1936 gehörte er als Gründer der Union nationale dem Genfer Grossrat an.
Im Juni 1934 beteiligte er sich mit Eddy Bauer von der Gruppe Ordre national neuchâtelois an der Demonstration der Ligue des patries romandes in Yverdon. Von 1936 bis 1938 war Oltramare mehr als zehnmal zu Besuch bei Benito Mussolini. Am 23. Mai 1937 hielt Oltramare eine aggressive Rede auf dem Bundesplatz in Bern. 
Mit Beginn des Zweiten Weltkriegs führten interne Spannungen zur Entstehung der Association des Piloristes, der Oltramare vorstand und die den extremistischeren und von Goebbels finanziell unterstützten Flügel der Organisation darstellte. Ende Mai 1940 überquerte er legal die schweizerisch-deutsche Grenze und fuhr nach Berlin zu Otto Abetz, wo Oltramares Anwesenheit am 3. Juni 1940 belegt ist. Mit diesem kam er am 17. Juni 1940 nach Paris. Von einer Radioanlage in Rethondes kommentierte er den Waffenstillstand von Compiègne. Er übernahm bis Juli 1941 die Leitung der von der deutschen Besatzungsmacht herausgegebenen Zeitung La France au travail. Anschliessend war er als Angestellter der deutschen Botschaft Autor der Propagandablätter L’Appel, Revivre und Pariser Zeitung.
1942 gingen allerdings einige seiner Anhänger in Genf eine vom Zürcher Unternehmer Gottlieb Duttweiler eingeleitete Grossrats-Wahlliste mit Personen aus dem Umfeld des politisch entgegengesetzten Léon Nicole ein. Die Association des Piloristes war inzwischen aufgelöst worden, seinen Leuten in der Schweiz konnte Oltramare keine Befehle mehr erteilen.
Oltramare stand als Sprecher auch im Dienst des Vichy-Propagandasenders Radio-Paris. In dieser Funktion trat er unter dem Pseudonym Charles Dieudonné auf. Ein Attentat auf ihn im Frühling 1944 misslang. Beim Anrücken der alliierten Truppen auf Paris floh er im August 1944 mit der Vichy-Regierung an den Exilstandort Sigmaringen. Am 21. April 1945 wurde er beim Versuch, in die Schweiz zu gelangen, von den Alliierten festgenommen und an die Schweizer Justiz ausgeliefert. Oltramare wurde 1947 vom Bundesgericht wegen Vergehen gegen die Unabhängigkeit der Schweiz zu drei Jahren Zuchthaus verurteilt. Im Januar 1950 verurteilte ihn ein Gericht in Paris in Abwesenheit wegen Kollaboration zum Tode.

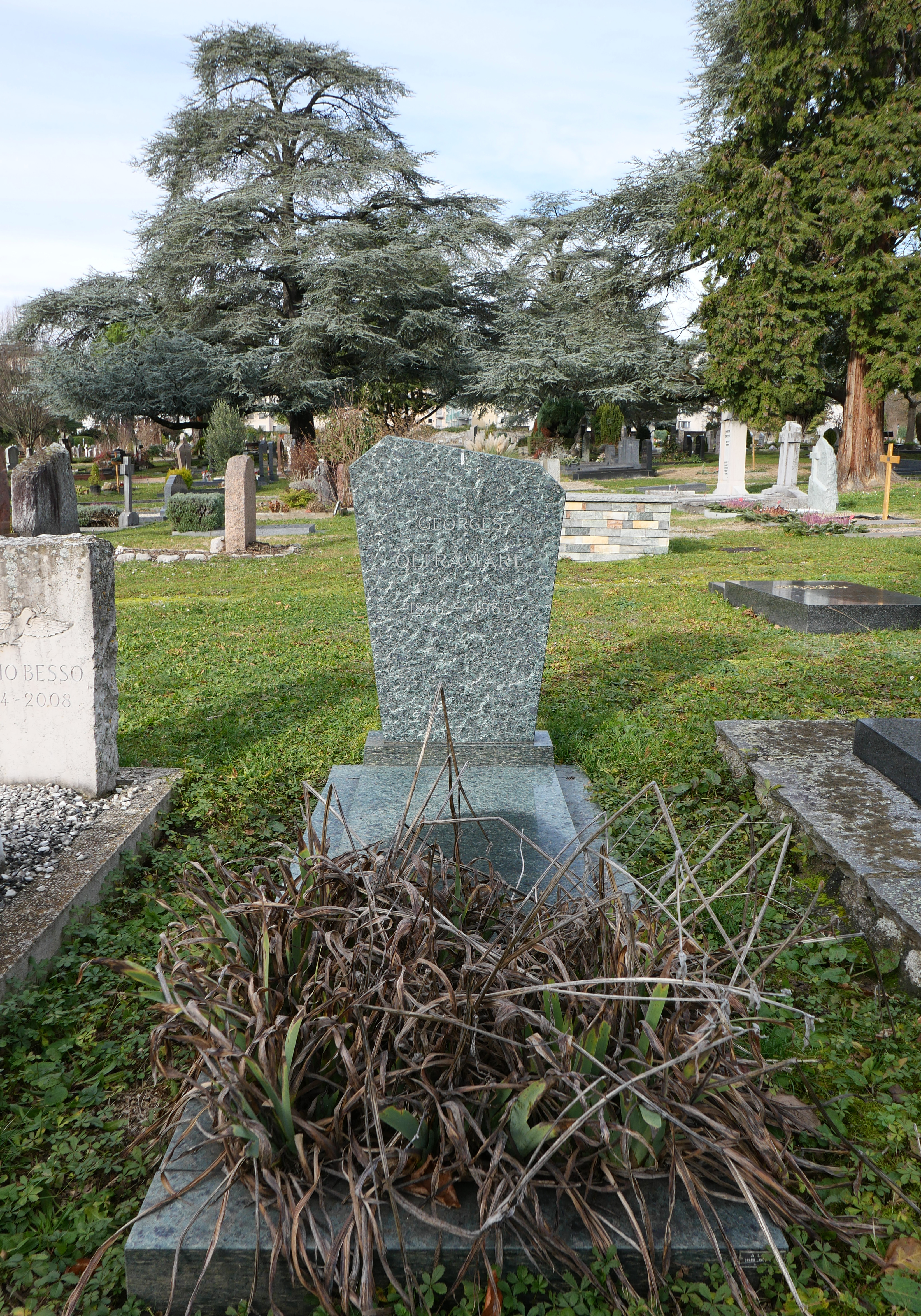
Oltramares Grab (2023)

Oltramare wurde auf dem Friedhof Petit-Saconnex in Genf neben seinen Eltern und seinem Bruder begraben.

## Familie
Sein älterer Bruder André Oltramare (1884–1947) war Altphilologe, sozialdemokratischer Politiker und Lebenspartner der Philosophin Jeanne Hersch.